# Rumble
Rumble是加拿大的，讓使用者投稿、觀看、分享及評論影片，由科技企業家克里斯·帕夫洛夫斯基（Chris Pavlovski）於2013年創立。自2020年7月以來，Rumble的月度用戶數經歷了快速增長，從160萬月度用戶增加到2021年第一季度末的3190萬。
2021年6月，有网友发现Rumble在中国大陆不可用，随后证实Rumble受到了DNS污染，且无法访问该网站。2022年11月，因站方拒绝法国政府对删除网站内俄罗斯官媒账号的要求，Rumble开始屏蔽法国IP访问。

## 簡介
加拿大的科技企業家克里斯·帕夫洛夫斯基（Chris Pavlovski）於2013年創立Rumble。該网站聲稱會使影片內容創作者更容易賺錢，因為該服務不僅限於內容創作者基於廣告的收入，創作者可以獲得更高的收益，並且擁有更多的影片版權，且不像YouTube嚴格審查內容，只禁止色情淫秽、恐怖主義等極端言論。
在2020美國總統選舉期間，主要社交网站臉書、推特和YouTube，均在選舉相關內容加上“事實核查警告”，甚至刪除美國總統唐纳德·特朗普及其支持者帖文，引發用戶不滿，紛紛轉移至Rumble。作為YouTube的替代品，Rumble聲稱不會篩選內容，並給予創作影片的人有多個賺取收入的方式。具體收入和其他固定付款方式，取決於原創者願意放棄多少影片的擁有權，舉例說，如果影片能夠出現在Rumble首頁，創作者將可獲得100美元的獎金。自2020年7月開始，Rumble的用戶數快速成長，從原本每月160萬人的使用量，在2021年第一季增長至每月3190萬人造訪使用。
2021年6月27日，Rumble執行長暨創辦人克里斯·帕夫洛夫斯基（Chris Pavlovski）也證實特朗普已經在其服務平台建立帳號，但並未針對特朗普对此行为的作法評論。特朗普的发言人莉兹·哈林顿（Liz Harrington）指出，Rumble將成為特朗普擴展自有线上社交平台的一部分，並非意味着日後僅以Rumble作为线上发言的主要渠道，同时未來特朗普將持續由Rumble网站與美國人民溝通互動。
2021年1月11日，Rumble就其搜索结果向谷歌提起反垄断诉讼，要求赔偿20亿美元。Rumble声称谷歌操纵其算法，以便在谷歌搜索结果中支持谷歌的YouTube，Rumble声称这会减少其收视率并导致广告收入下降。

## 外部連結
- 官方网站（英文）